# Collophora quadrioculatus
Collophora quadrioculatus är en urinsektsart som först beskrevs av Denis 1933.  Collophora quadrioculatus ingår i släktet Collophora och familjen Collophoridae. Inga underarter finns listade i Catalogue of Life.